# Tadžima (provincie)

Mapa japonských provincií se zvýrazněnou provincií Tadžima

Provincie Tadžima (japonsky: 但馬国; Tadžima no kuni) byla stará japonská provincie, ležící na pobřeží Japonského moře na ostrově Honšú. Na jejím území se dnes rozkládá severní část prefektury Hjógo. Sousedila s provinciemi Harima, Inaba, Tanba a Tango. Provincie byla rovněž známá pod jménem Tanšú (但州).
Staré hlavní město provincie se nacházelo nedaleko současného města Hidaka, i když důležité hradní město bylo postaveno v Izuši. Po většinu období Sengoku tuto oblast ovládal klan Jamana, který se podrobil Nobunagaovi Odovi.
I když Tadžima už v současnosti není politickým útvarem, mnoho Japonců zde žijících se stále silně identifikuje s jejím názvem a historií.
Tadžima je dnes asi nejvíce známá jako místo zrodu tzv. „hovězí Kóbe“ v Tadžimě zvané „hovězí Tadžima“. Dobře známé je rovněž množství místních onsenů, pláží a malých lyžařských středisek. Hlavními průmyslovými odvětvími jsou lesnictví, rybářství, zemědělství a turismus.